# Langue de Barbarie

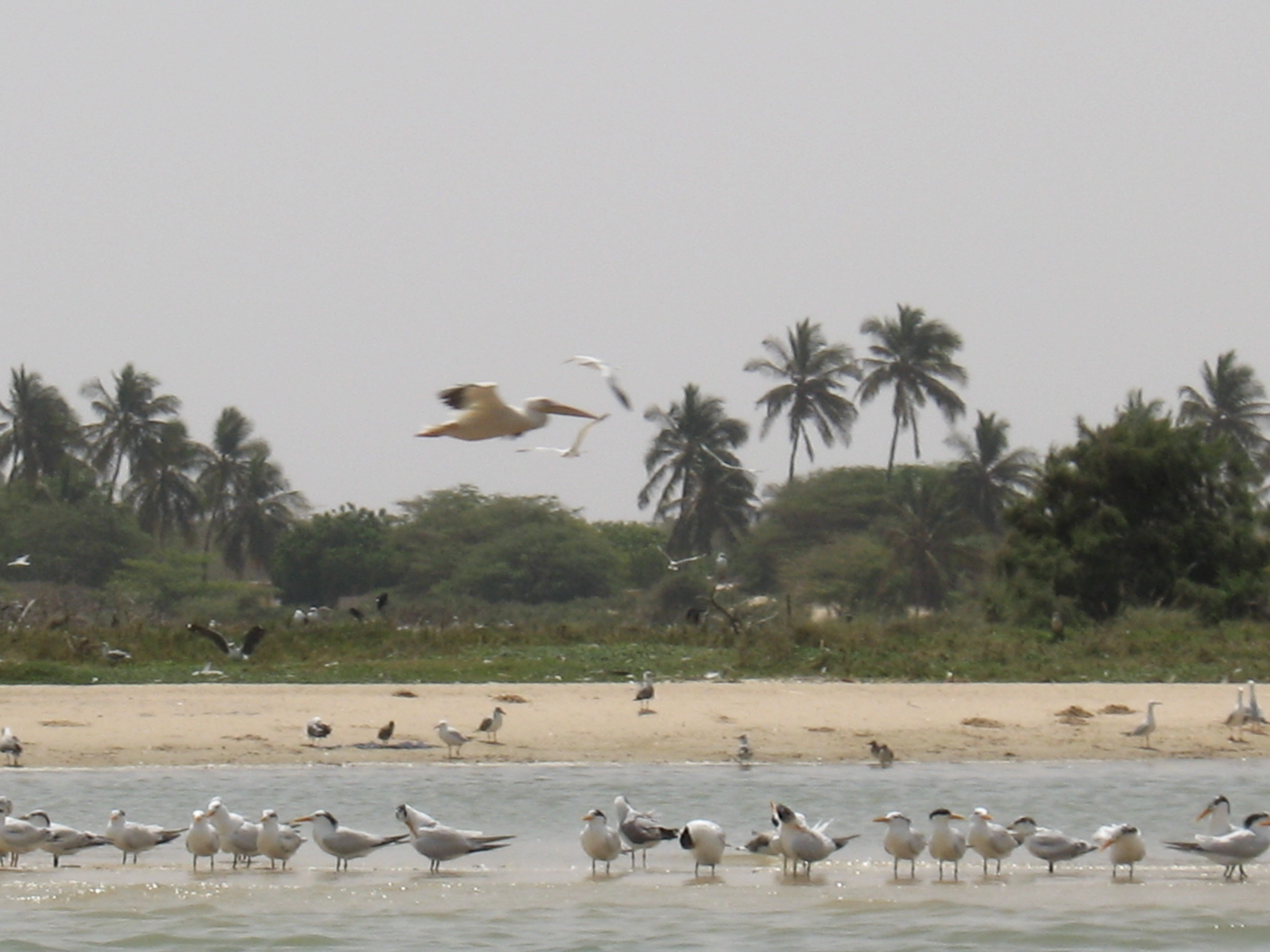
Pássaros voam na praia do Parque Nacional Langue de Barbarie, 2006.

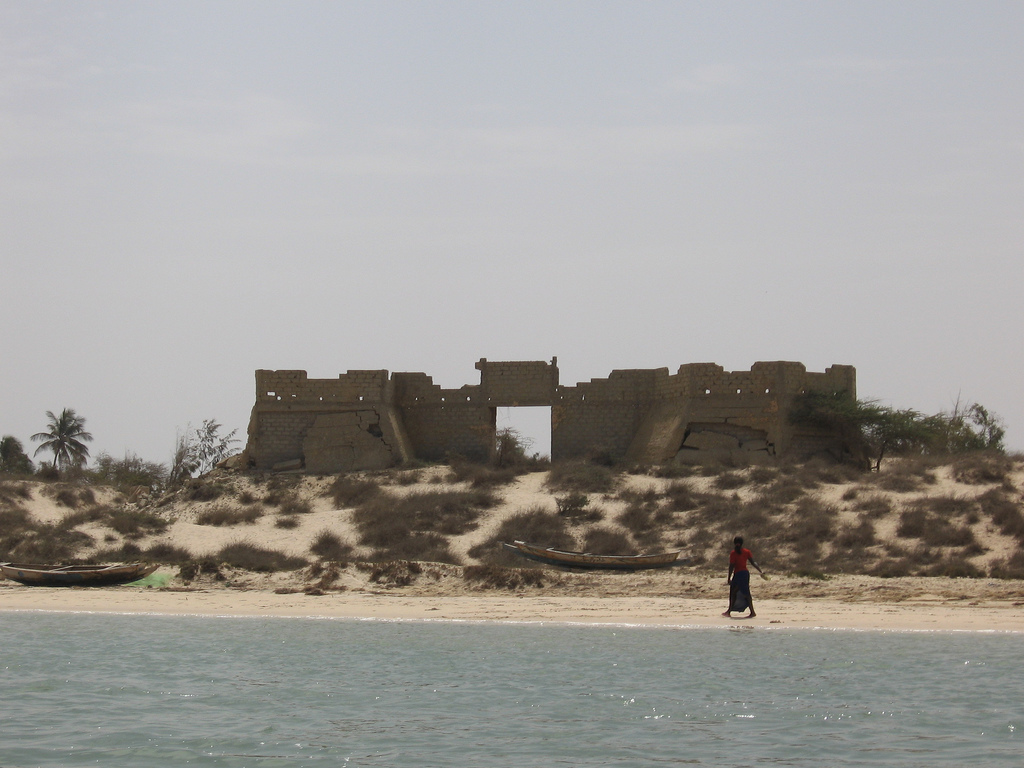
Ruínas no parque

A Langue de Barbarie (francês para "Língua da Berbéria") é uma península fina e arenosa, adjacente ao Oceano Atlântico, localizada no oeste do Senegal, no bairro de mesmo nome da cidade de São Luís. A península separa o oceano da seção final do rio Senegal.

## Parque Nacional
O Parque Nacional Langue de Barbarie (em francês:  Parc National de la Langue de Barbarie) está localizado na extremidade sul da península. Cobrindo uma área de 2 mil hectares é o lar de uma abundante variedade de espécies de aves e três espécies de tartarugas, incluindo a criticamente ameaçada tartaruga-de-pente.

## Brecha e desastre ambiental

Animação do alargamento da brecha.

Uma brecha de 4 metros foi feita na península perto da cidade de São Luís em 3 de outubro de 2003 para ajudar a conter possíveis inundações. No entanto, a brecha rapidamente aumentou para 800 metros e separou o extremo sul da península permanentemente do continente, efetivamente transformando-o em uma ilha. Em dezembro de 2013, o mar havia reivindicado mais de 3 km de terras e causou a perda de vilas e resorts turísticos, além de afetar a flora e fauna da península. Em janeiro de 2020, a brecha havia aumentado para 6 km.